# Библиотека имени Владимира Соловьёва (Брюссель)
Библиотека имени Владимира Сергеевича Соловьёва создана в Брюсселе при организации Восточно-христианский очаг, основанной Ириной Посновой в 1951 году на базе созданной ею же в 1945 году организации «Бельгийский комитет религиозной документации о Востоке» (фр. Comité belge de documentation religieuse pour l’Orient).
Библиотека предназначалась для прихожан домовой Благовещенской церкви. Впоследствии стала книжным собранием при издательстве «Жизнь с Богом».
В настоящее время книжная коллекция, поступившая в 2000 году из Брюсселя, находится в центре «Христианская Россия» (ит.: «Russia Cristiana») в Сериате, Италия.

## Фотогалерея

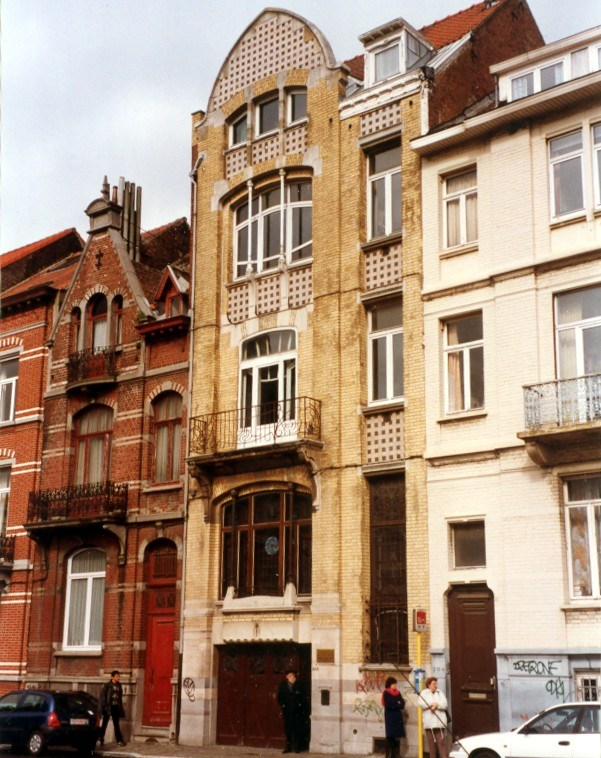
Здание библиотеки
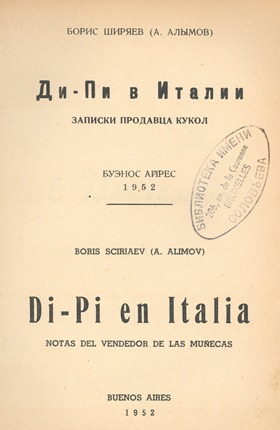
Книга Б. Ширяева «Ди-Пи в Италии» со штампом библиотеки
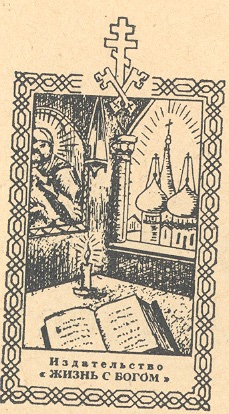
Издательский знак «Жизни с Богом»
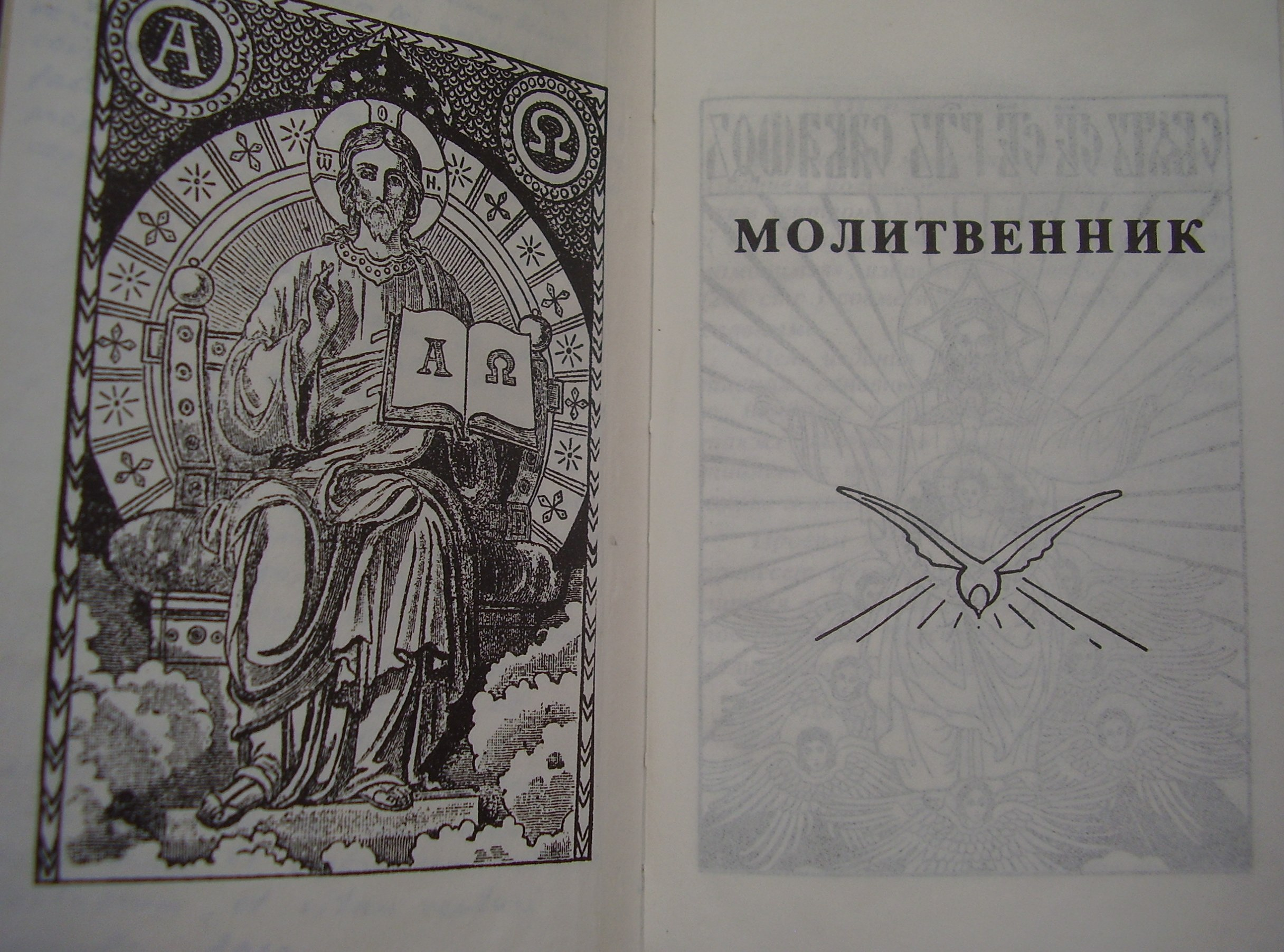
Молитвослов, издание «Жизни с Богом»
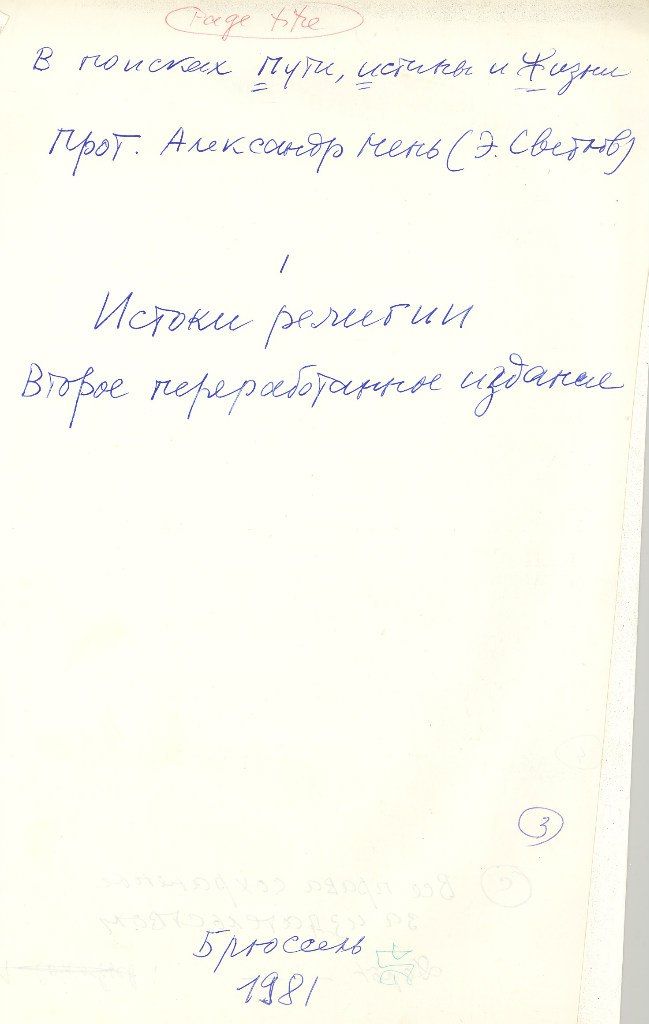
Оригинала к публикации книги А. Меня
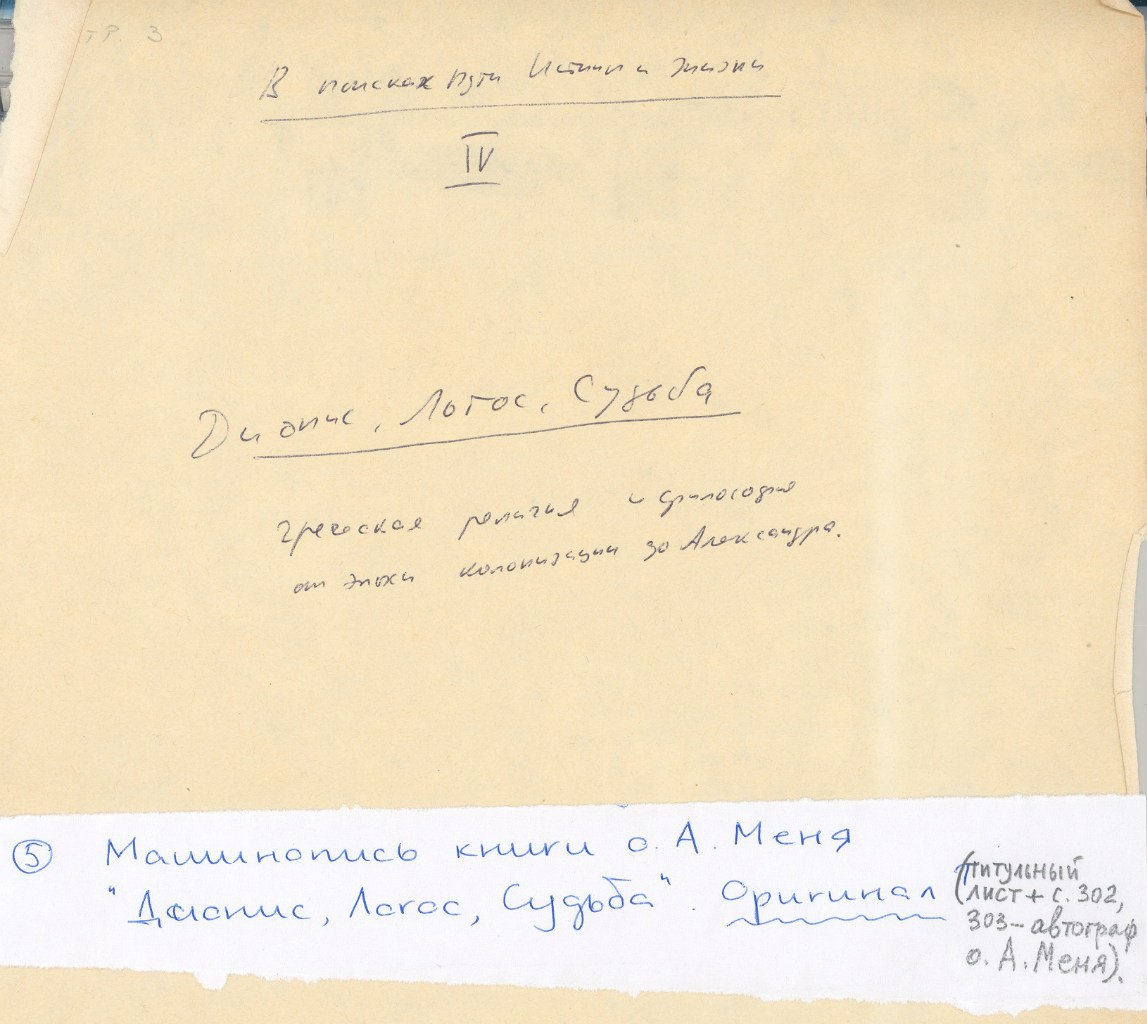
Титул оригинал к публикации А. Меня
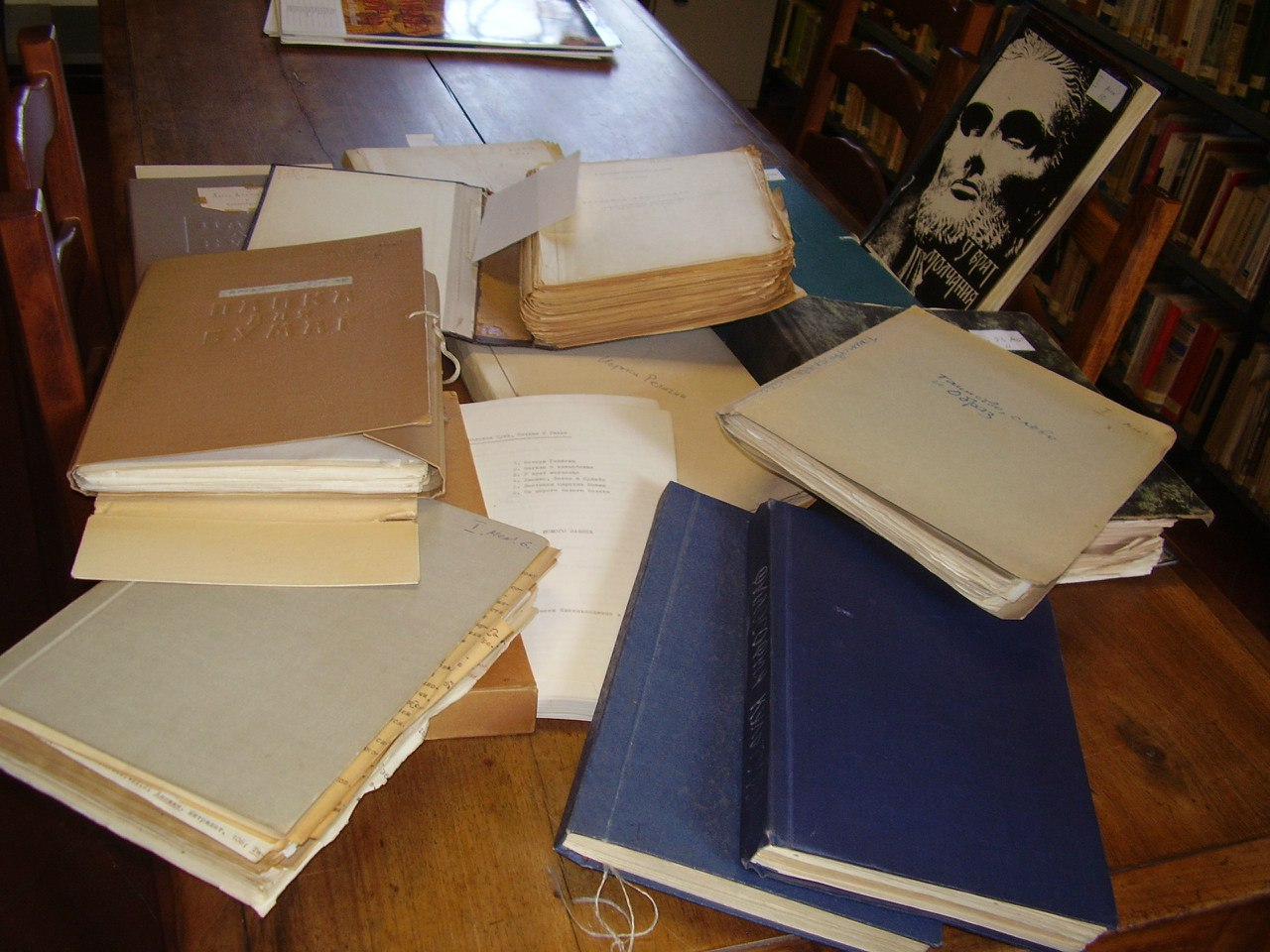
Архивные оригиналы книг А. Меня